# 草津宿本陣
草津宿本陣（くさつじゅくほんじん）は、滋賀県草津市にある草津宿の本陣である。当主は代々田中七左衛門を名乗り、「田中七左衛門本陣」と呼ばれた。草津宿にもう1軒置かれた本陣も田中家（田中九蔵家）であり、2軒を区別するため、木材商を営んでいた七左衛門本陣は「木屋本陣」とも呼ばれた。敷地や建物の大半が現存している中でも最大級であり、国の史跡に指定されている。

## 歴史
- 1635年(寛永12年)6月 田中七左衛門家が本陣職を拝命。
- 1699年(元禄12年)7月 浅野内匠頭と吉良上野介が9日違いで宿泊。[5]
- 1718年(享保3年)4月 草津宿大火、七左衛門本陣も類焼する。
- 1839年(天保10年)4月 佐土原藩藩主・島津忠徹が滞在中に死去。[6]
- 1861年(文久元年)10月 皇女和宮が14代将軍・徳川家茂へ降嫁する途上に立ち寄る。
- 1868年(明治元年)9月 明治天皇が昼食時に立ち寄る。
- 1870年(明治3年)10月 本陣の名目が廃止される。
- 1947年(昭和22年)7月 地域の公民館として利用される。
- 1949年(昭和24年)7月 江戸時代の旧態をよく留めているとし、「草津宿本陣」として国史跡に指定される。
- 1989年(平成元年)11月～1996年(平成8年)3月 保存整備工事を実施。
- 1996年(平成8年)4月 「草津宿本陣」として一般公開開始。
- 2014年 隣接する資料展示施設「楽座館」が開館。
- 2019年 教育委員会の資料調査により、1万4千点の歴史資料が確認される。[7]

## エピソード
赤穂事件と草津宿本陣
赤穂浪士の吉良邸討ち入りの3年前、殿中にて刃傷事件が起きる前年の元禄12年（1699年）7月4日に浅野内匠頭一行21人が、7月13日には吉良上野介一行7人が宿泊している。
高家であった吉良上野介はたびたび京都・伊勢などに出向いており、田中七左衛門本陣を利用した記録も数回見られる。最後の宿泊となったのは元禄14年（1701年）2月、京都から江戸へ戻る途上のことであった。
佐土原藩主の急死
天保10年（1839年）4月、佐土原藩藩主・島津忠徹が田中七左衛門本陣滞在中に死去した。跡目相続がまだ決定していなかったため、佐土原藩は存続の危機に瀕することになった。そのため佐土原藩一行は幕府により跡目相続が認められるまで、本陣当主らの協力のもと、表向きは病気の養生中という名目で2ヶ月近く逗留した。
皇女和宮の昼食休憩
文久元年（1861年）10月、皇女和宮は第14代将軍・徳川家茂に降嫁する途上に立ち寄り、昼食をとった。草津宿本陣では記録に残る献立を元に再現した昼食が展示されている。
新選組の宿泊
慶応元年（1865年）5月、土方歳三・斎藤一・藤堂平助・伊東甲子太郎の4人の幹部と28人の隊士が宿泊している。同年、江戸において新規隊士を募集した帰りに立ち寄ったものと思われる。令和元年には、この時に隊士の誰かが忘れたと思われる煙管入れが資料調査によって新しく発見された。

## アクセス

### 公共交通機関
- JR琵琶湖線（東海道本線）・JR草津線 草津駅から徒歩10分[12]。
- 同駅からまめバスで草津宿本陣停留所下車。

### 自動車
- 新名神高速道路草津田上ICから約15分、名神高速道路栗東ICから約15分。